# Wolinia (przystanek kolejowy)
Wolinia – nieistniejący przystanek osobowy w Wolinii, w województwie pomorskim, w Polsce.